# Eduardo Reyes Ortíz
Eduardo Reyes Ortiz (La Paz, 1907 - ?) fou un futbolista bolivià de la dècada de 1930.
Fou 1 cop internacional amb la selecció boliviana de futbol, amb la qual disputà la Copa del Món de futbol de 1930. Pel que fa a clubs, defensà els colors del The Strongest.